# Narziss und Goldmund (film)
Pour plus de détails, voir Fiche technique et Distribution.
Narziss und Goldmund est un film allemand réalisé par Stefan Ruzowitzky, sorti en 2020.

## Synopsis
Goldmund est laissé par son père dans un monastère et se lie d'amitié avec un étudiant nommé Narziss.

## Fiche technique
- Titre : Narziss und Goldmund
- Réalisation : Stefan Ruzowitzky
- Scénario : Stefan Ruzowitzky et Robert Gold d'après le roman Narcisse et Goldmund de Hermann Hesse
- Musique : Henning Fuchs
- Photographie : Benedict Neuenfels
- Montage : Britta Nahler
- Production : Christoph Müller, Peter Wirthensohn, Thomas Pridnig et Helge Sasse
- Société de production : Tempest Film, Mythos Film, Deutsche Columbia Pictures Film Produktion, Lotus Film et FilmVergnuegen
- Pays :  Allemagne
- Genre : Drame, historique
- Durée : 110 minutes
- Dates de sortie : 
  -  Allemagne : 12 mars 2020

## Distribution
- Jannis Niewöhner : Goldmund
- Sabin Tambrea : Narziss
- Henriette Confurius : Lene
- Lukás Bech : le prêtre
- Roxane Duran : Lisbeth
- Georg Friedrich : Fürst
- Michael Glantschnig : Benjamin
- Matthias Habich : Burgherr
- André Hennicke : Lothar
- Elisabeth Kanettis : Lise
- Roman Johannes Kornfeld : Ulrich
- Johannes Krisch : le père de Goldmund
- Sunnyi Melles : Gräfin
- Uwe Ochsenknecht : maître Niklaus
- Kida Khodr Ramadan : Anselm
- Branko Samarovski : l'abbé Daniel
- Elisa Schlott : Julia
- Jessica Schwarz : Rebekka
- Emilia Schüle : Lydia
- Iva Sindelková : la mère
- Marius Theobald : Alfred
- Jeremy Miliker : Goldmund jeune
- Oskar von Schönfels : Narziss jeune

## Distinctions
Le film a été nommé pour 2 Deutscher Filmpreis : Meilleurs décors et Meilleurs maquillages.